# Dekanat Opole-Szczepanowice
Dekanat Opole-Szczepanowice – jeden z 36 dekanatów w rzymskokatolickiej diecezji opolskiej.
W skład dekanatu wchodzi 9 parafii:
- Parafia Św. Floriana → Narok
- Parafia bł. Czesława Odrowąża → Opole
- Parafia św. Anny Samotrzeciej → Opole-Chmielowice
- Parafia św. Michała Archanioła → Opole-Półwieś
- Parafia św. Jana Nepomucena → Opole-Sławice
- Parafia św. Józefa → Opole-Szczepanowice
- Parafia Ducha Świętego → Opole-Winów
- Parafia Św. Józefa Robotnika → Opole-Wrzoski
- Parafia Św. Mikołaja → Żelazna